# Pachygronthidae
Die Pachygronthidae sind eine Familie der Wanzen (Heteroptera) innerhalb der Teilordnung Pentatomomorpha. Sie zählte bis vor der Revision der Pentatomomorpha mit Schwerpunkt der Lygaeoidea durch Henry im Jahr 1997 als Unterfamilie zu den Bodenwanzen (Lygaeidae) und wurde danach in den Familienrang gestellt. Sie umfasst 13 Gattungen und 78 Arten. In Europa sind zwei Arten vertreten, von denen jedoch keine in Mitteleuropa auftritt.

## Merkmale
Die Wanzen haben einen schlanken, langgestreckten Körper, der in der Regel blass gefärbt und grob punktförmig strukturiert ist. Der Kopf ist nach unten gewinkelt, die die Schnabelrinne seitlich begrenzenden Wangenplatten (Bucculae) sind kurz. Die Fühler sind langgestreckt und fadenförmig oder leicht spindelförmig. Ihr erstes Glied überragt entweder die Stirnplatte (Clypeus) deutlich (Pachygronthinae), oder erreicht kaum deren Apex (Teracrinae). Das Pronotum ist trapezförmig und trägt mittig in der Regel eine flache, quer verlaufende Vertiefung. Die Schenkel (Femora) der Vorderbeine sind verdickt und mit auffälligen Dornen bewehrt. Der Costalrand der Hemielytren ist nicht dünn ausgezogen und reichen auch nicht über die Seitenränder des Hinterleibs (Connexiva) hinaus. Die Membranen der Hemielytren haben einfach geformte Flügeladern, die sich weder nach einer Verästelung wieder vereinen, noch durch Queradern verbunden sind. Die meisten Arten haben voll entwickelte Flügel (makropter), es sind jedoch auch Arten bekannt, bei denen Individuen mit verkürzten (brachypteren) Flügel auftreten. Sämtliche Stigmen am Hinterleib befinden sich ventral. Die Segmentnähte am Hinterleib sind gerade und reichen bis zum seitlichen Rand des Hinterleibs. Bei den männlichen Genitalien sind die Paramere symmetrisch und haben nur bei den Pachygronthinae einen Büschel mit Sinneshaaren. Bei den Nymphen liegen die Duftdrüsenöffnungen zwischen dem vierten und fünften, sowie fünften und sechsten Hinterleibssegment.

## Verbreitung
Die Familie ist in allen großen Zoogeographischen Regionen der Welt vertreten, kommt aber überwiegend in den Tropen und Subtropen vor. Stenophyella macerta ist eine der häufigsten Wanzenarten in Australien.

## Lebensweise
Die Kenntnisse über die Lebensweise dieser Familie sind sehr begrenzt. Die meisten Arten ernähren sich von Monokotyledonen und leben vermutlich auf den Pflanzen und saugen an den Samen. Bisher sind sie an den Süßgräsern (Poaceae), Sauergrasgewächsen (Cyperaceae) und Restionaceae nachgewiesen.

## Taxonomie und Systematik
Carl Stål erstellte mit Arbeiten aus den Jahren 1865, 1870 und 1874 die erste Darstellung der Gruppe oberhalb der Gattungsebene. Beginnend ab der Arbeit von Distant aus 1882 betrachteten die meisten nachfolgenden Autoren die Gruppe als Unterfamilie der Bodenwanzen (Lygaeidae). Die heute aktuelle Klassifikation entstand 1997 nach einer Revision der Pentatomomorpha mit Schwerpunkt der Lygaeoidea durch Thomas J. Henry. Er hob die Unterfamilie der Bodenwanzen wieder in den Familienrang, ebenso deren Untergruppierungen, darunter die Pachygronthidae. Er betrachtet die Heterogastridae als Schwestergruppe der Familie.
Die Familie umfasst folgende Unterfamilien und Gattungen:
- Unterfamilie Pachygronthinae (6 Gattungen; zirkumtropisch)
- Unterfamilie Teracrinae (7 Gattungen, 22 Arten; überwiegend östliche Hemisphäre, nur Phlegyas in der westlichen Hemisphäre)

Folgende Arten kommen in Europa vor:
- Cymophyes golodnajana Seidenstücker, 1953
- Cymophyes ochroleuca Fieber, 1870

## Belege